# A Conversation with Oscar Wilde
A Conversation with Oscar Wilde è una scultura all'aperto di Maggi Hambling situata nel centro di Londra.
Svelato nel 1998, è il primo monumento pubblico dedicato a Oscar Wilde al di fuori della nativa Irlanda. Ha la forma di un sarcofago di granito verde simile ad un banco, con un busto di Wilde che emerge dalla parte superiore con una mano che stringe una sigaretta.

## Creazione e presentazione
Il memoriale è stato inizialmente proposto durante gli anni '80 e l'inizio degli anni '90 dai cultori di Wilde, tra cui Derek Jarman. Dopo la morte di Jarman nel 1994, è stato creato un comitato chiamato "Una statua per Oscar Wilde" guidato da Jeremy Isaacs, che comprendeva gli attori Judi Dench e Ian McKellen e il poeta Seamus Heaney.
Dagli schizzi presentati da dodici artisti, sono stati creati sei modelli in scala e tra questi è stato scelto il lavoro "spiritoso e divertente" di Maggi Hambling. L'opera ha un'iscrizione di una citazione da Il ventaglio di Lady Windermere: "Siamo tutti nella fogna ma alcuni di noi stanno guardando le stelle". Centinaia di singoli donatori e fondazioni hanno contribuito al finanziamento del progetto.
La statua si trova nel centro di Londra tra Trafalgar Square e la stazione di Charing Cross, dietro la chiesa di Saint Martin-in-the-Fields. La presentazione è avvenuta il 30 novembre 1998, dopo che era stata preceduta nel 1997 da una mostra nella National Portrait Gallery, che riuniva disegni, modelli e maquettes. La scultura londinese è stata di poco anticipata dal memoriale di Dublino Oscar Wilde Memorial Sculpture, progettato e realizzato da Danny Osborne e svelato nel luogo di nascita di Wilde, Merrion Square.

## Critica

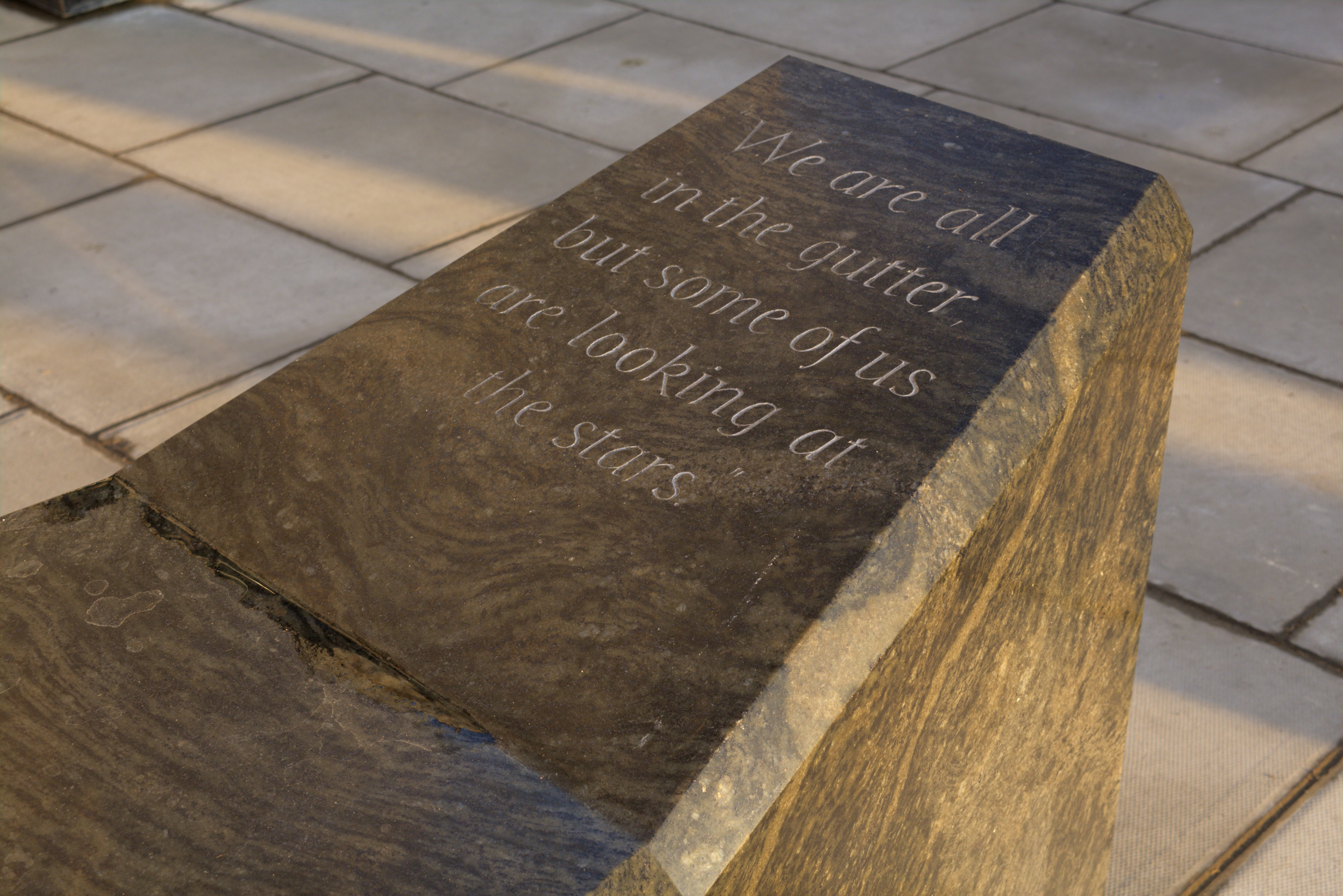
Iscrizione sul memoriale

A Conversation with Oscar Wilde, in cui Wilde è raffigurato ridere e fumare, ha causato diverse polemiche.
Tom Lubbock, critico d'arte principale dell'Independent, pur riconoscendo la necessità di un memoriale a Londra per Wilde e lodando il progetto per il suo "vero e proprio spirito pubblico vittoriano", condannò l'opera nella progettazione e nell'esecuzione, paragonandolo ad una statua di Madame Tussauds.
Non abbiamo nulla del nervo, della follia, della rovina, della gloria. Non abbiamo nulla per la storia - solo la bizzarra idea di noi che chiacchieriamo allegramente con questa invenzione anodina.
Ha paragonato il "groviglio maccheronico dei capelli ondeggianti" a una sorta di tomba chiamata transi, parte della scultura tombale medievale raffigurante carne putrefatta e i vermi risultanti, concludendo che, in definitiva, la scultura non riguardava Wilde o il pubblico, ma una riflessione di Hambling stessa. Isacc ha usato il suo diritto di risposta per sottolineare che la scultura "evoca già una reazione più favorevole da parte del pubblico di qualsiasi altra statua che conosco a Londra, con la possibile eccezione di Peter Pan". Charles Spencer, capo critico teatrale del Telegraph, mentre professava la sua simpatia per l'artista come persona, scrisse quanto odiasse le sue sculture. Rispetto all'opera ha scritto:
Orribile è una parola troppo gentile per descriverlo. [...] L'idea è abbastanza spiritosa [...] ma la rappresentazione di Wilde è disgustosa. Pare ancora peggiore della foto di Dorian Gray nell'attico, sfoggiando Medusa - come serpenti di capelli e un sorriso vile e degenerato.
La scultura è stata una delle cinque opere o eventi presenti in The Resurrection di Oscar Wilde: A Cultural Afterlife.
Sia Lubbock che Spencer chiedevano ai loro lettori di non vandalizzare la scultura. Tuttavia, la sigaretta è stata più volte rimossa da membri del pubblico (segata o sostituita). Secondo Philip Ardagh: "l'atto più frequente di vandalismo/venerazione fatto a una statua pubblica a Londra".